# Scheveningen Múzeum
A Scheveningen Múzeum (Muzee Scheveningen) a Hága egyik kerületét alkotó egykori halászfalu, Scheveningen helytörténeti, kulturális és természettudományi gyűjteménye, különös tekintettel a tengerre és a halászatra. 2017-ben körülbelül 40 000 látogatója volt. A múzeum a városrész kulturális központi funkcióját is betölti, 2007-től házasságkötéseket is rendezhet itt az önkormányzat.

## Története
A múzeum épülete, amint azt a bejárat felett megőrzött felirat is mutatja, egykor iskola volt, mégpedig 1878-ban az első emelt szintű elemi iskola a településen. 1877-ben építették holland reneszánsz stílusban az egykori Nordstraaton (Északi utca), ami 1879-ben kapta meg mai nevét: Neptunusstraat.
1967-ben az épületet restaurálták és itt kapott helyet a scheveningeni múzeum.
A 2025-ben is létező intézmény 2006-ban jött létre az egykori Museum Scheveningen és a Zeemuseum összevonásával. Ekkor kapta mai nevének első elemét a museum és zee (tenger) holland szavak összevonásából.

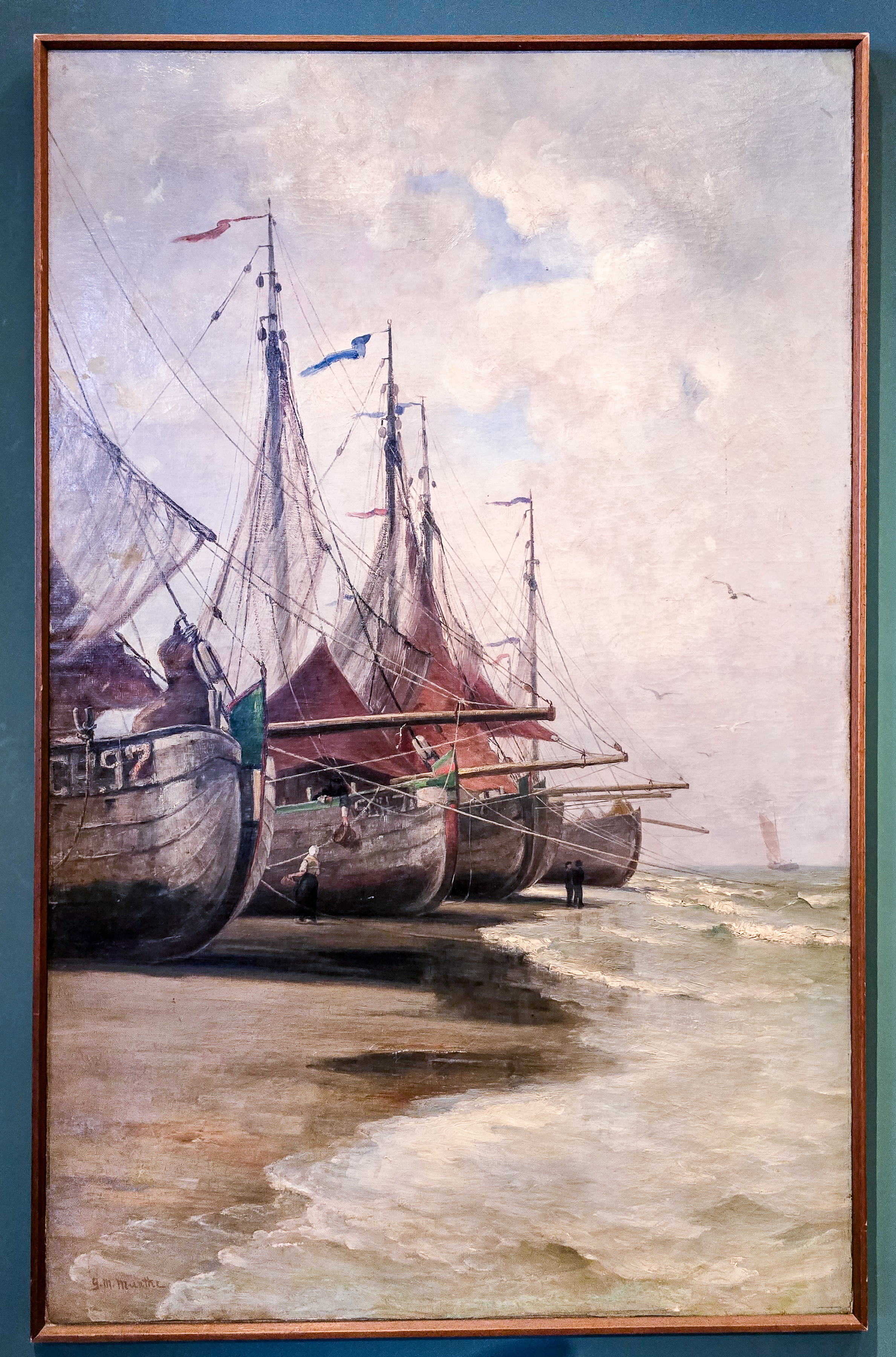
Munthe - Halászhajók a tengerparton, 19. század
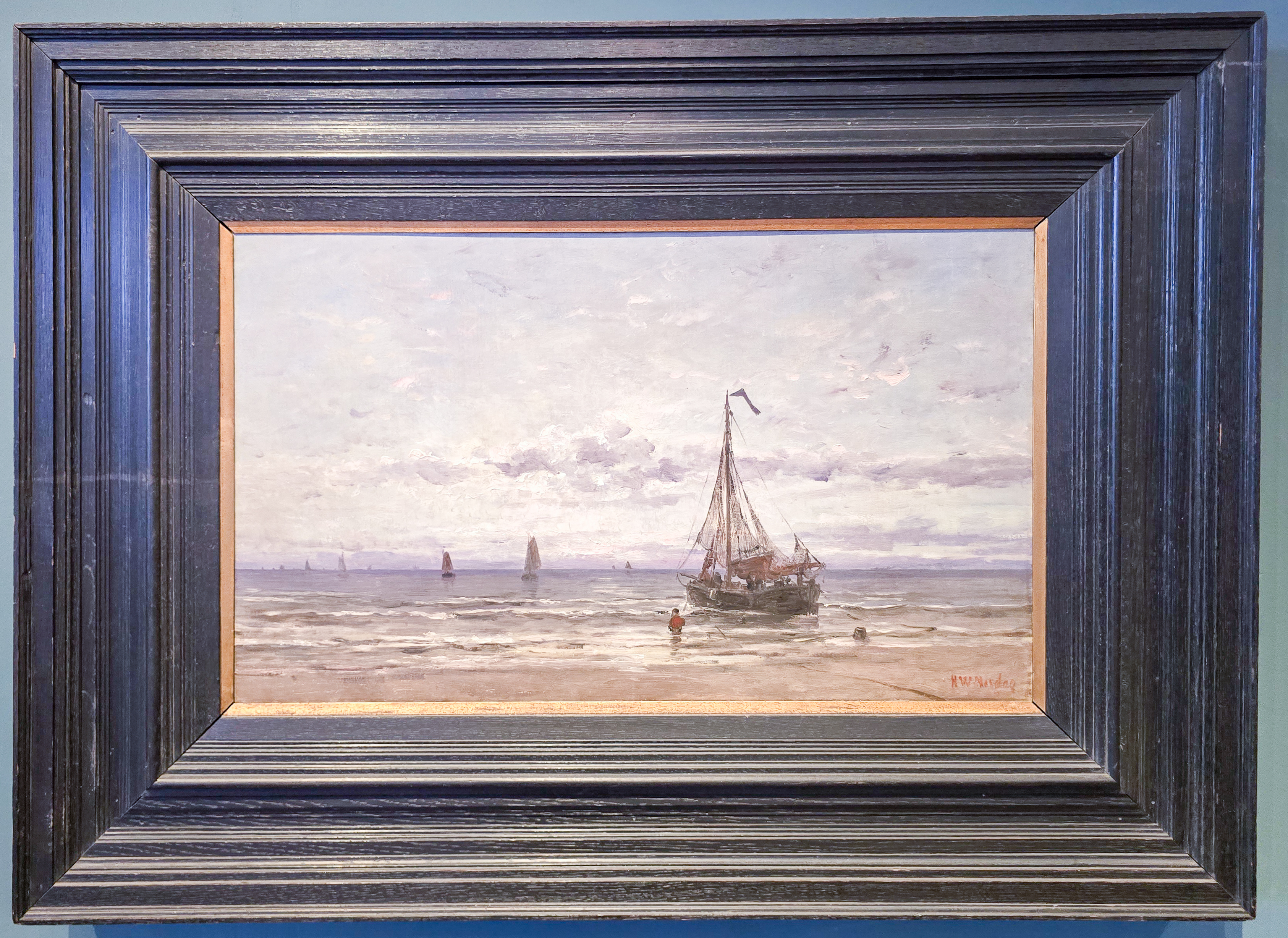
Mesdag - Tengeri látkép
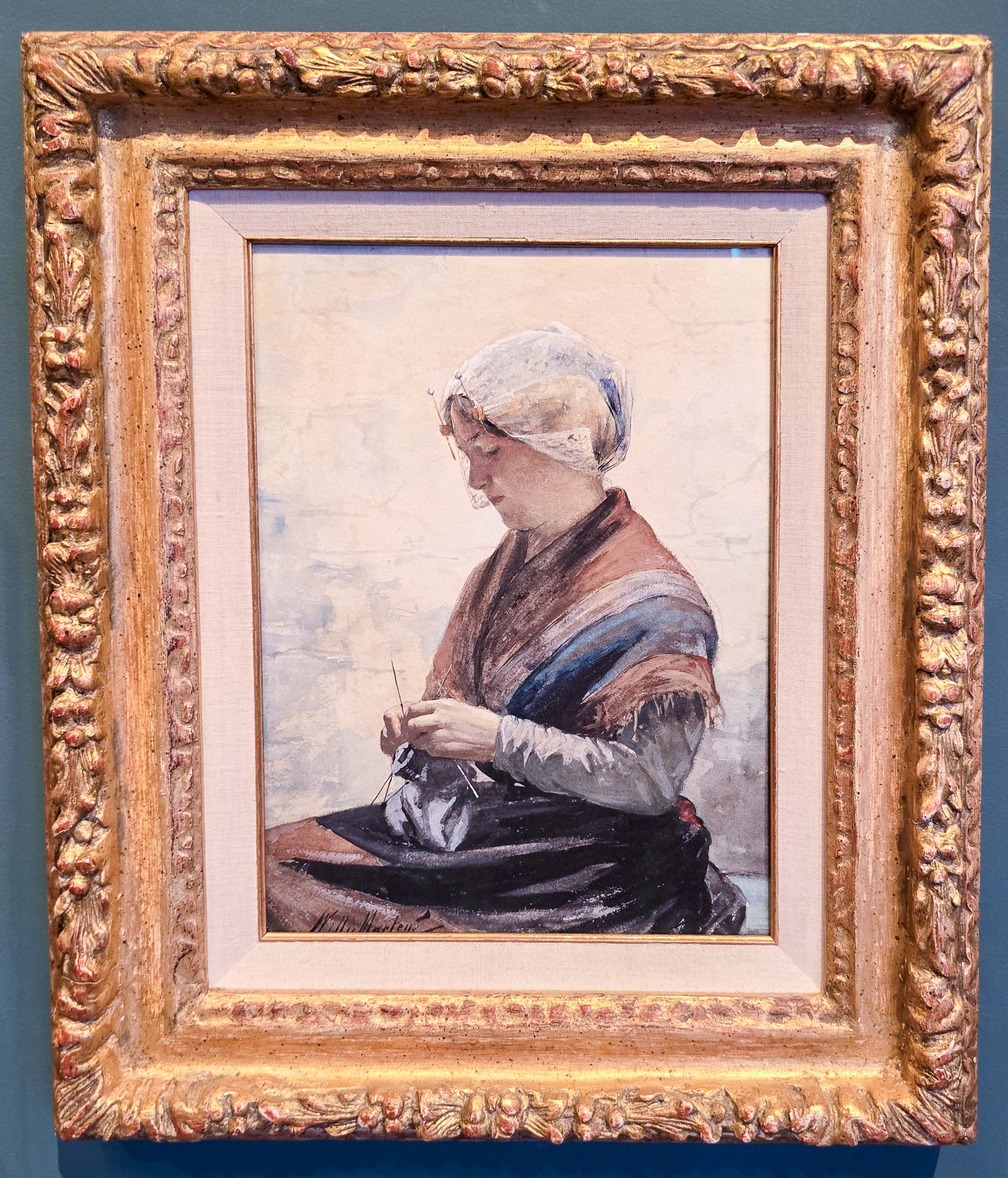
Martens - Nő scheveningeni viseletben
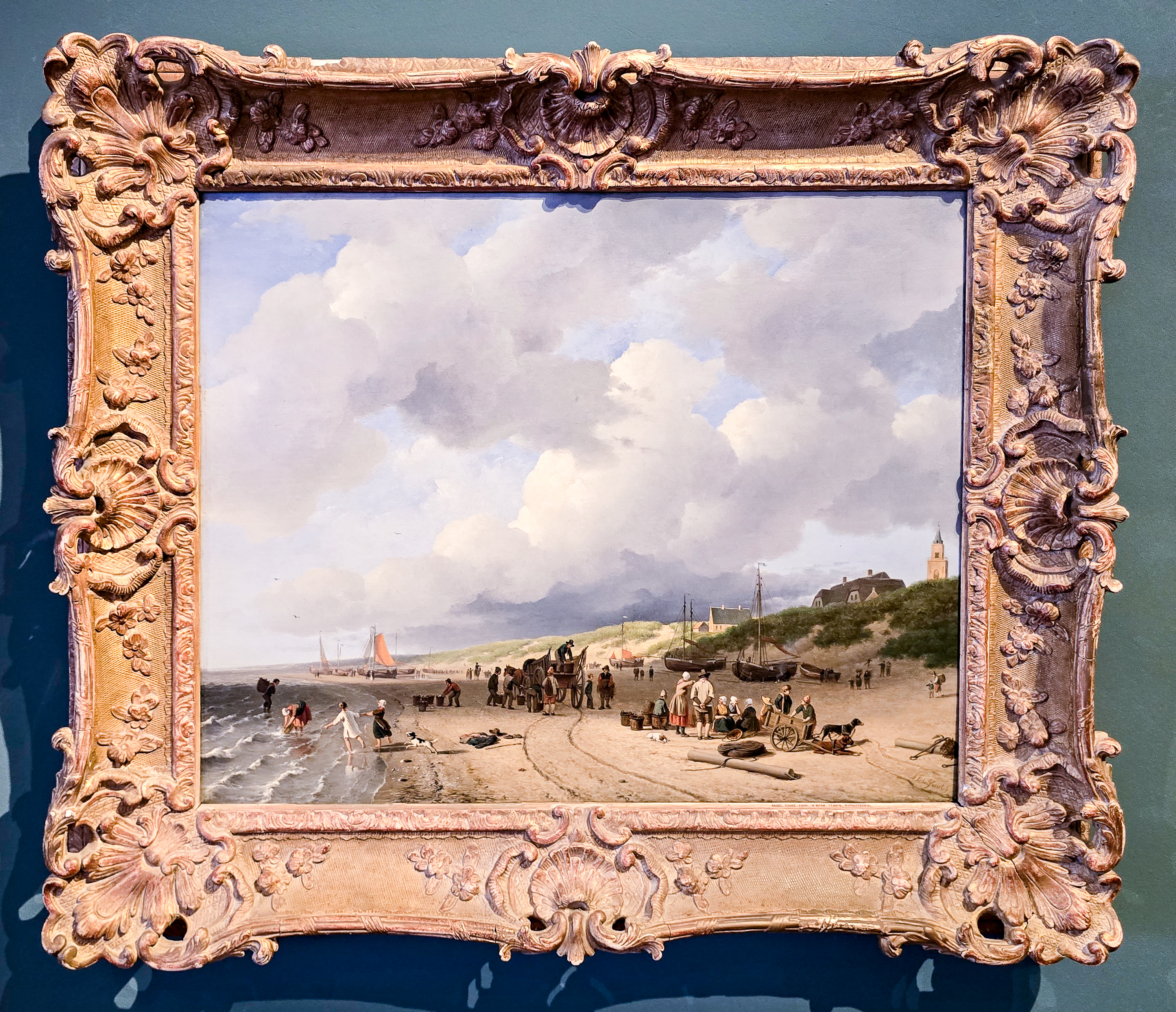
Schelfhout - Halászhajók és halászok a scheveningeni tengerparton

## Gyűjteményei
A múzeum gyűjtési köte szerteágazó: állandó gyűjteményei a helytörténeti anyag, a halászat története, a helyi népviselet, a fürdőváros kialakulásnak emlékei. Jelentős holland festőknek a településsel kapcsolatos alkotásai láthatók a falakon.
A természettudományi gyűjtemények általában komoly gyűjtőknek a tengeri élővilággal kapcsolatos, a világ minden tájáról gyűjtött kollekcióit, (kagylók, rákok, csigák) tárják a látogatók elé. Jelentős a kriptozoológiai rész, amely a tengeri elővilággal kapcsolatos hiedelmekkel foglalkozik.
A múzeumban rendszeresen látogathatók időszaki kiállítások is.

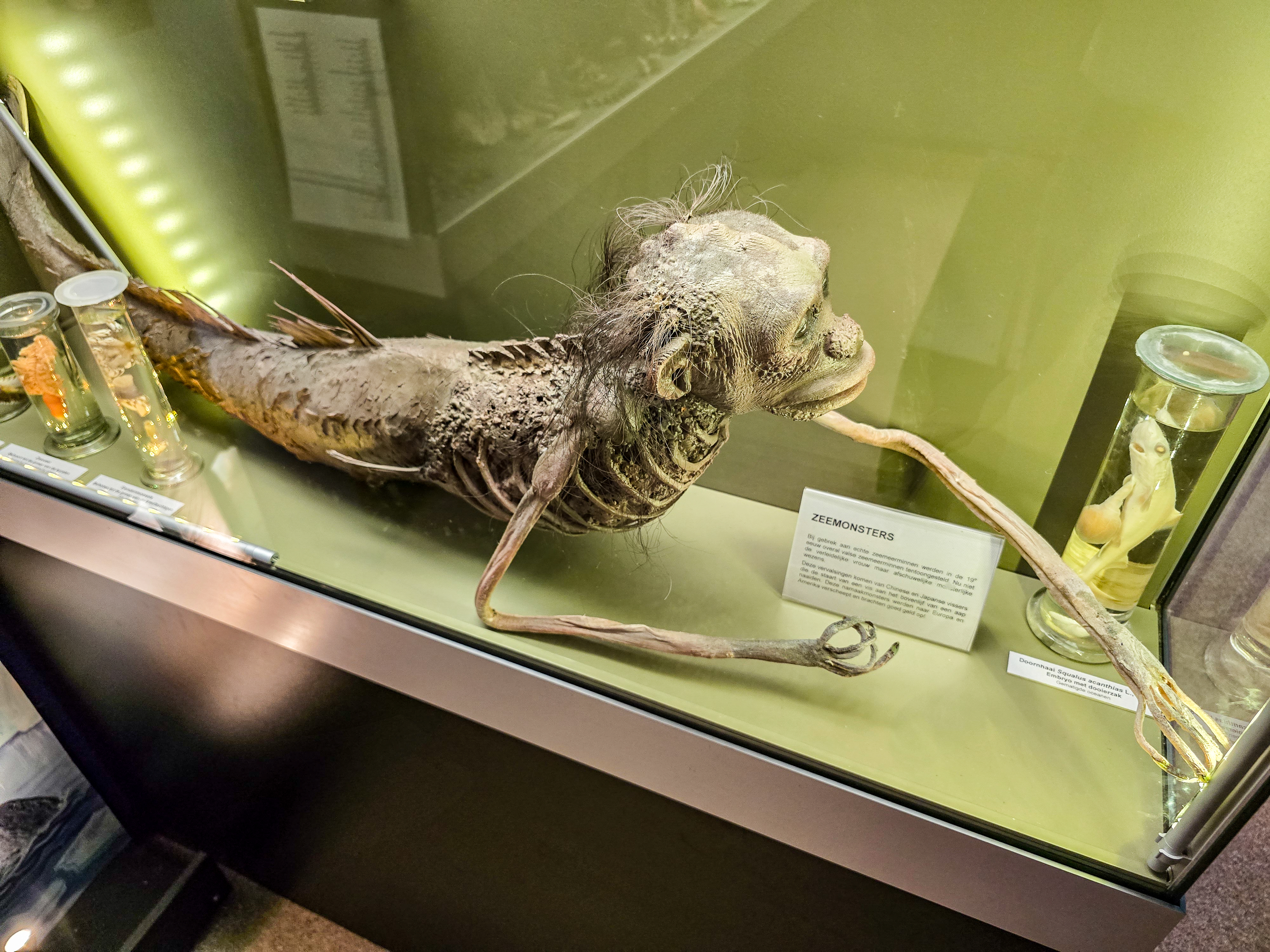
Ázsia halászok által eladásra gyártott „tengeri szörny”: hal hátsó részéből és majom felsőtestéből
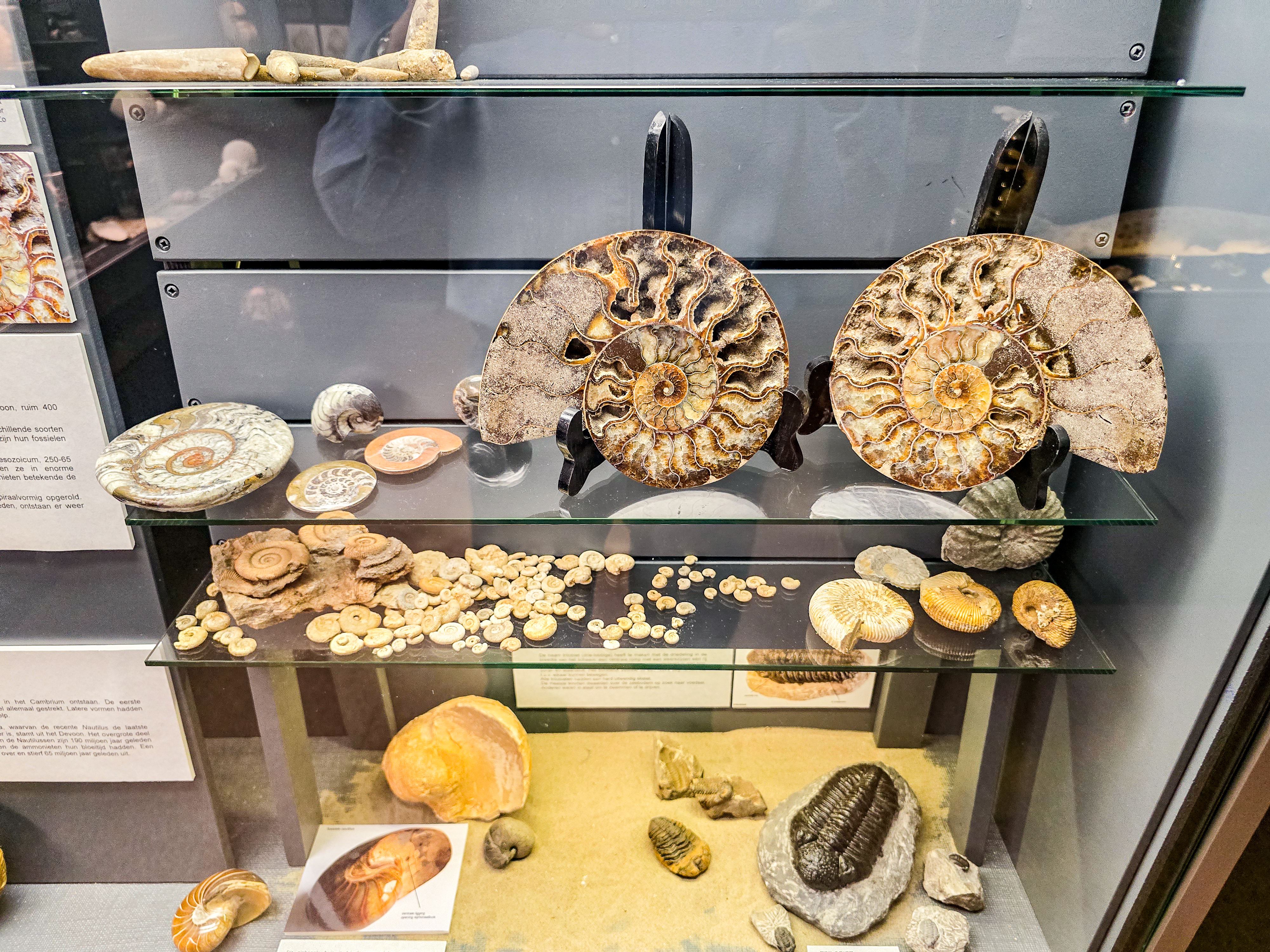
Ammoniteszek, belemniteszek (felül), nautiluszok
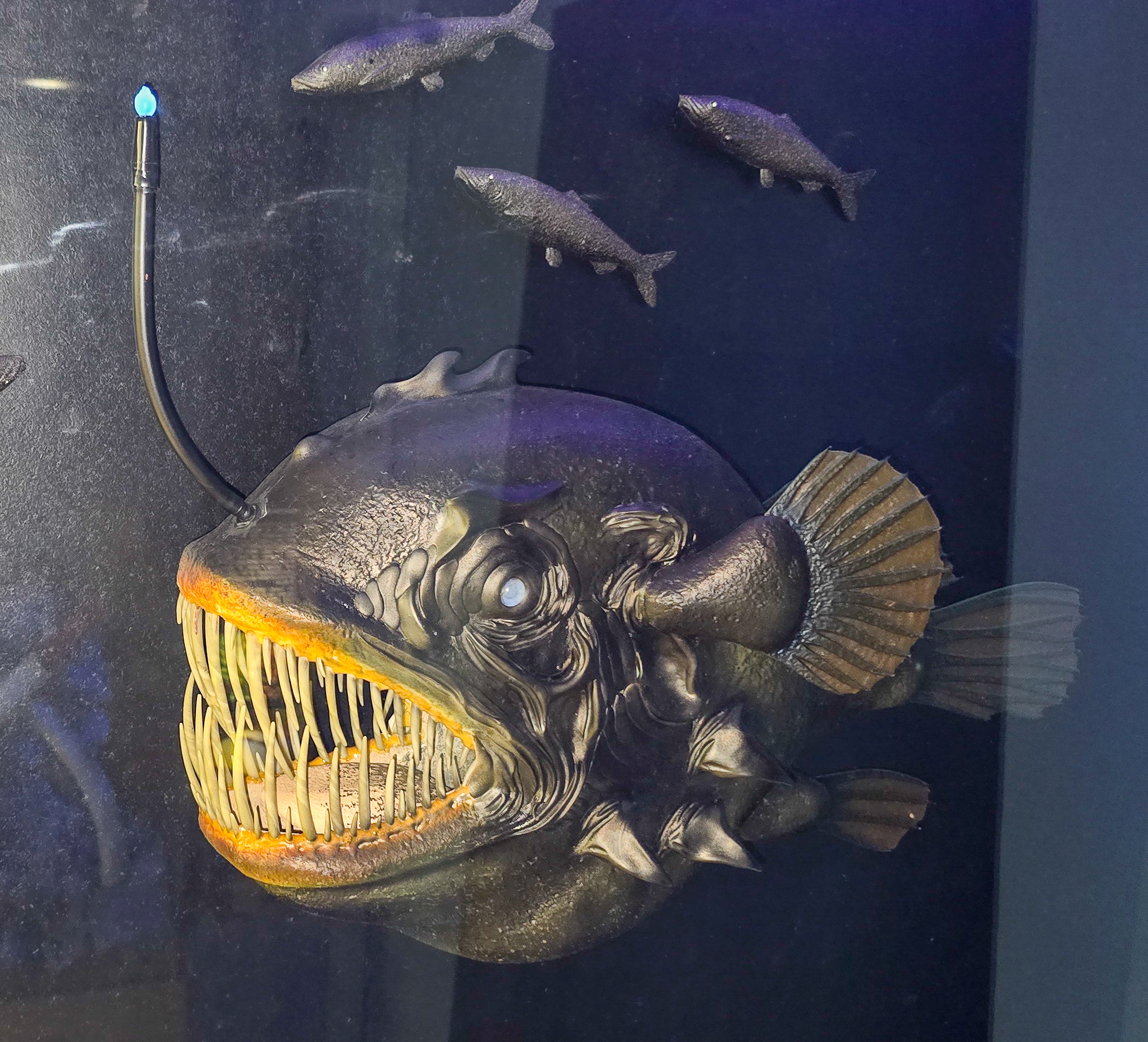
„Lámpát tartó hal”, Linophryne arborifera
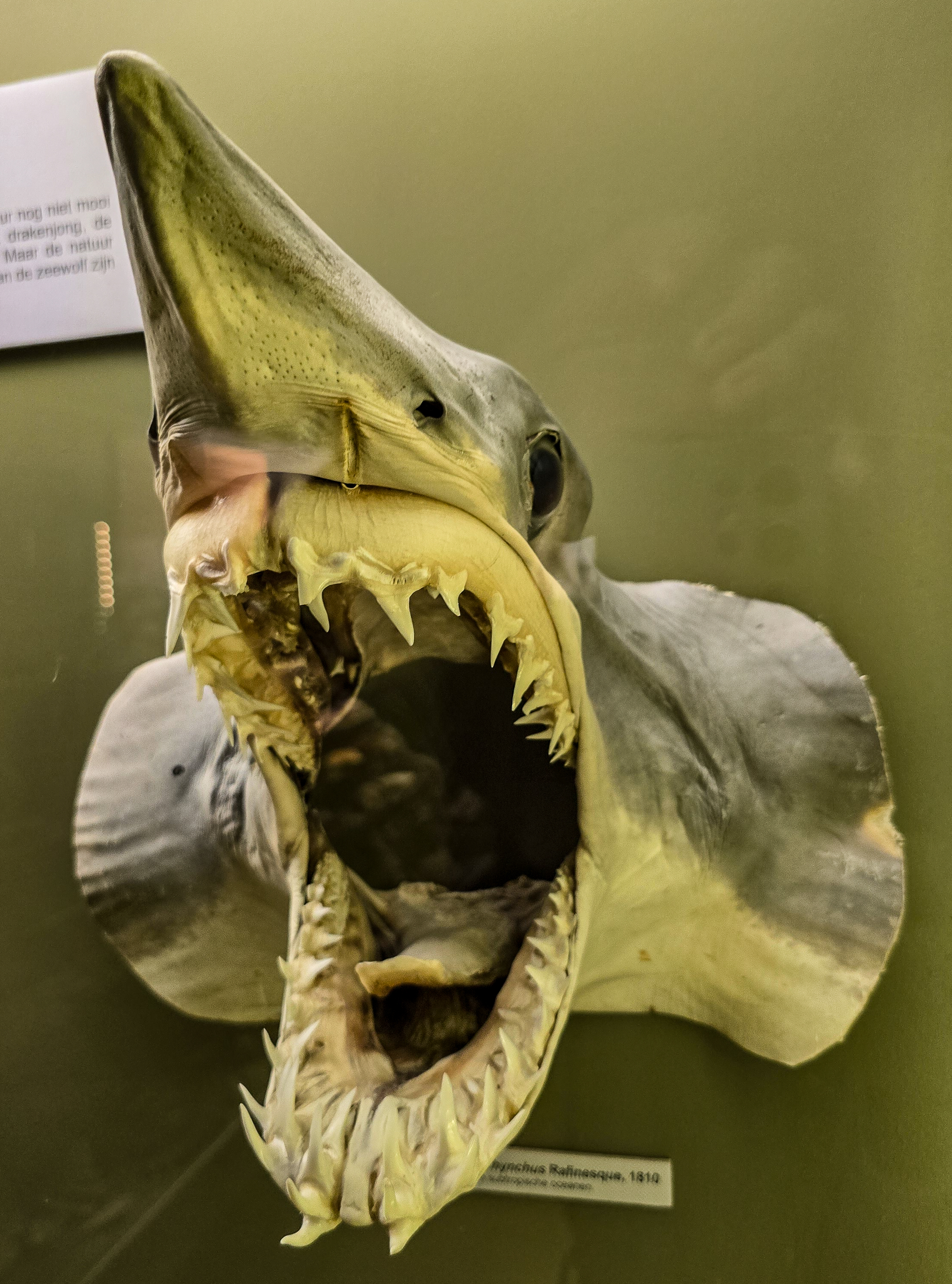
Röviduszonyú makócápa, preparátum 1810-ből

### Halászat
A múzeum egyik fő témája a helyi halászat története. A holland tengerparton soha nem volt természetes mélyvizű kikötő, ezért a mesterséges kikötők megépítéséig a halászat céljaira lapos fenekű ladikokat, eleinte (14–18. század) pink elnevezésű változatos építésű ki vitorlásokat, majd úgynevezett bomschuit halászhajókat alkalmaztak. Ezeket általában lovakkal húzták ki a homokos partra.

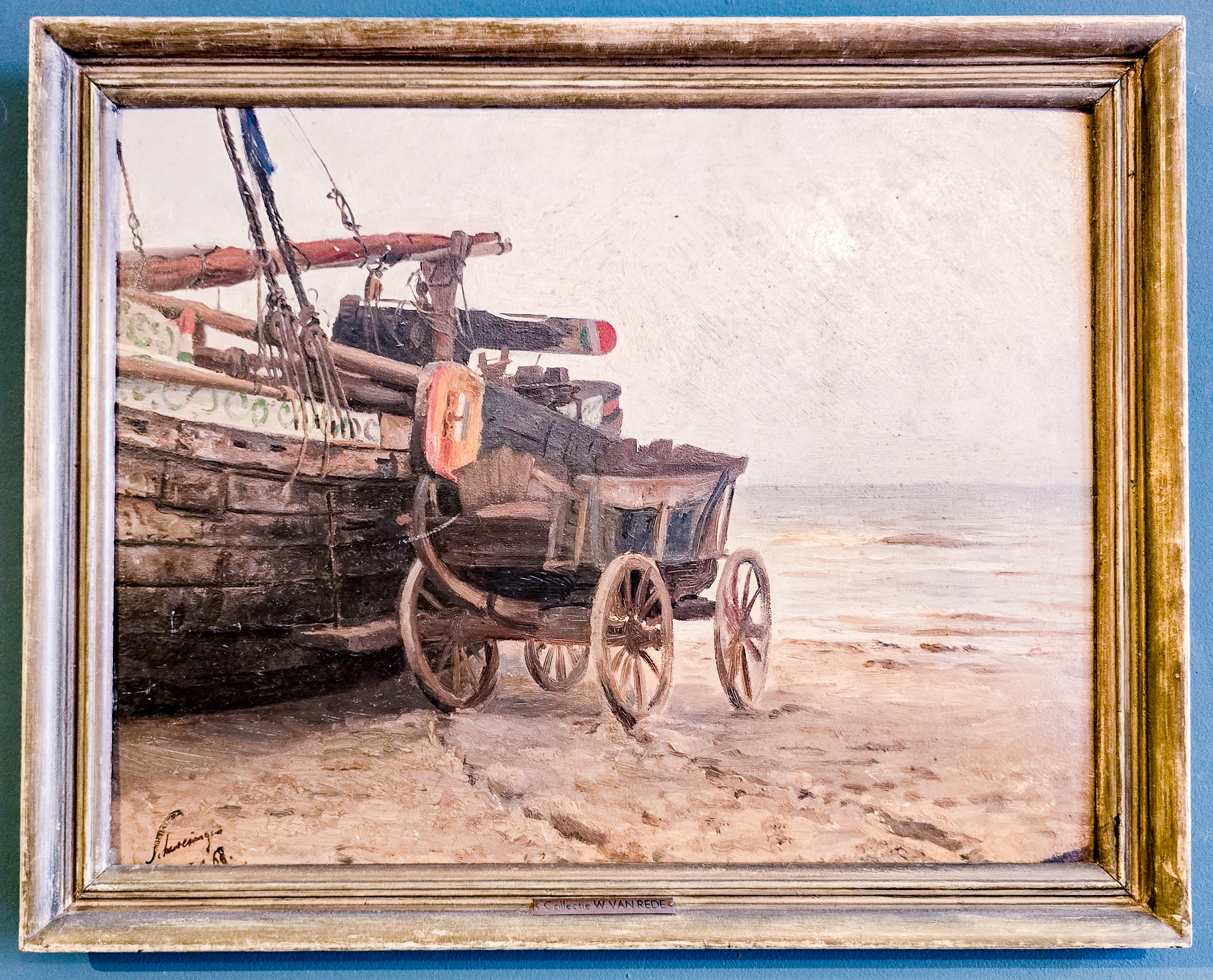
A halászhálót szekérrel viszik a hajóhoz
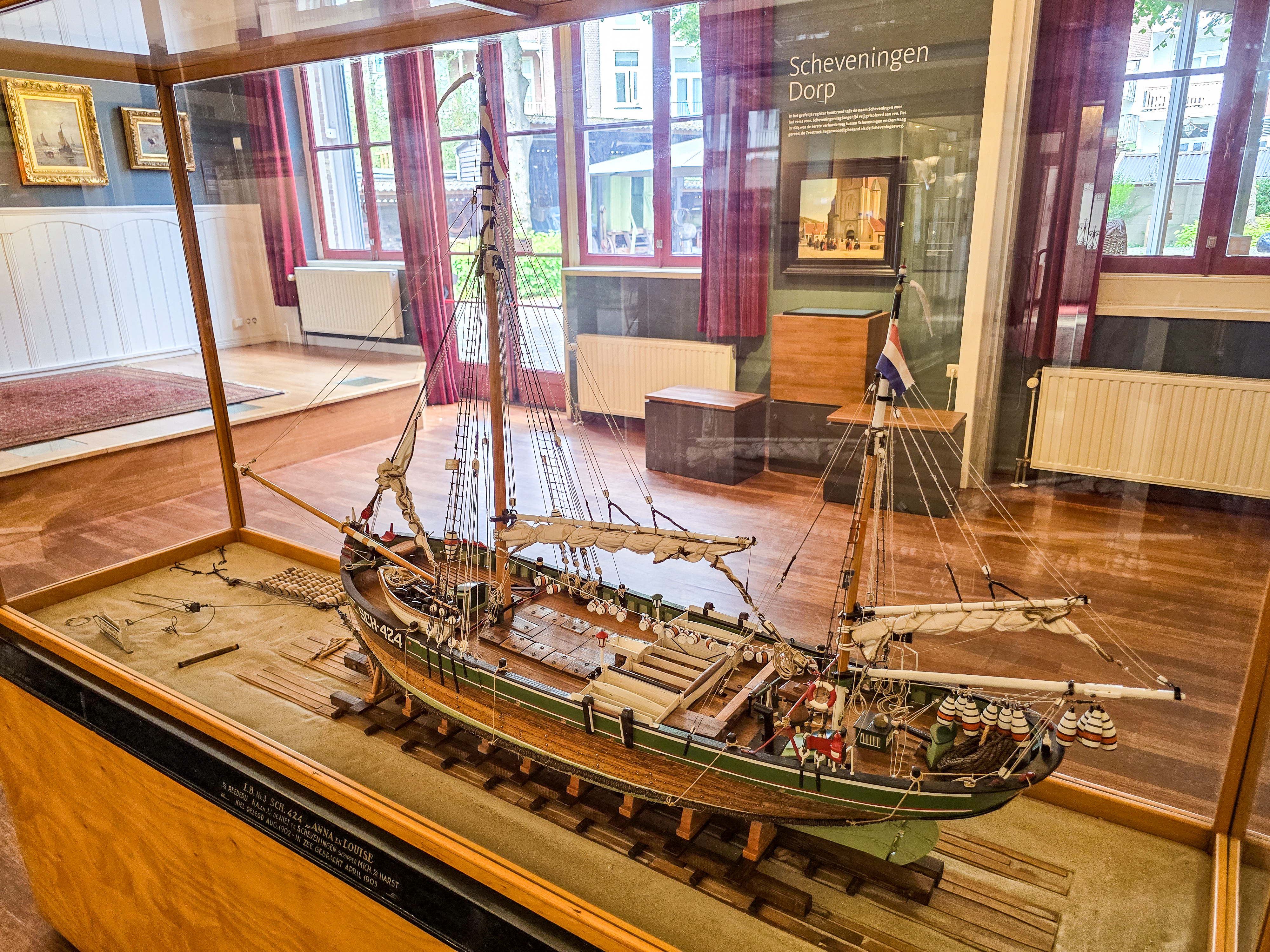
A hajók görgőkön történő mozgatását bemutató nagyméretű modell a múzeumban
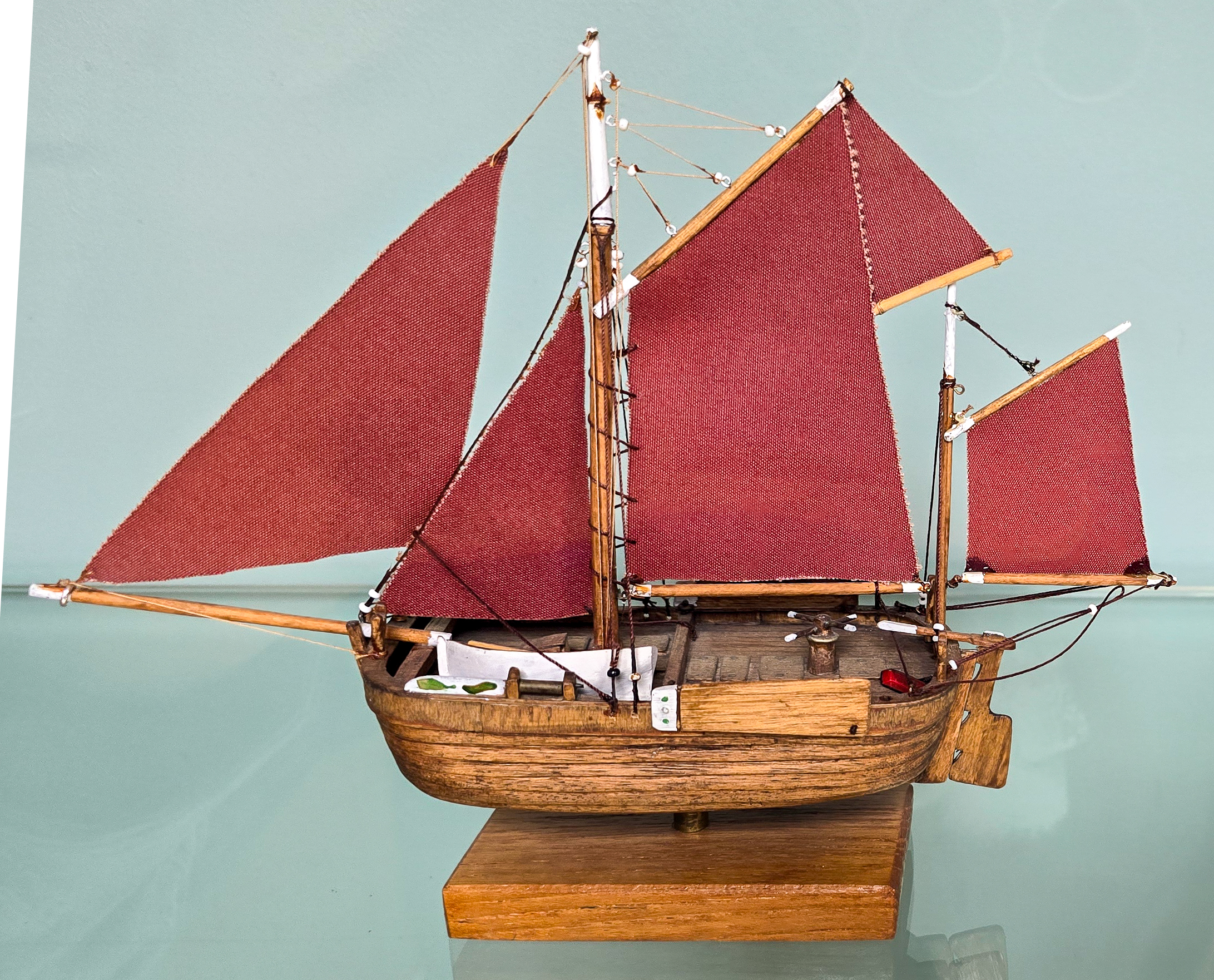
A nagyjából 1750 - 1918 között használatos bomschuit modellje
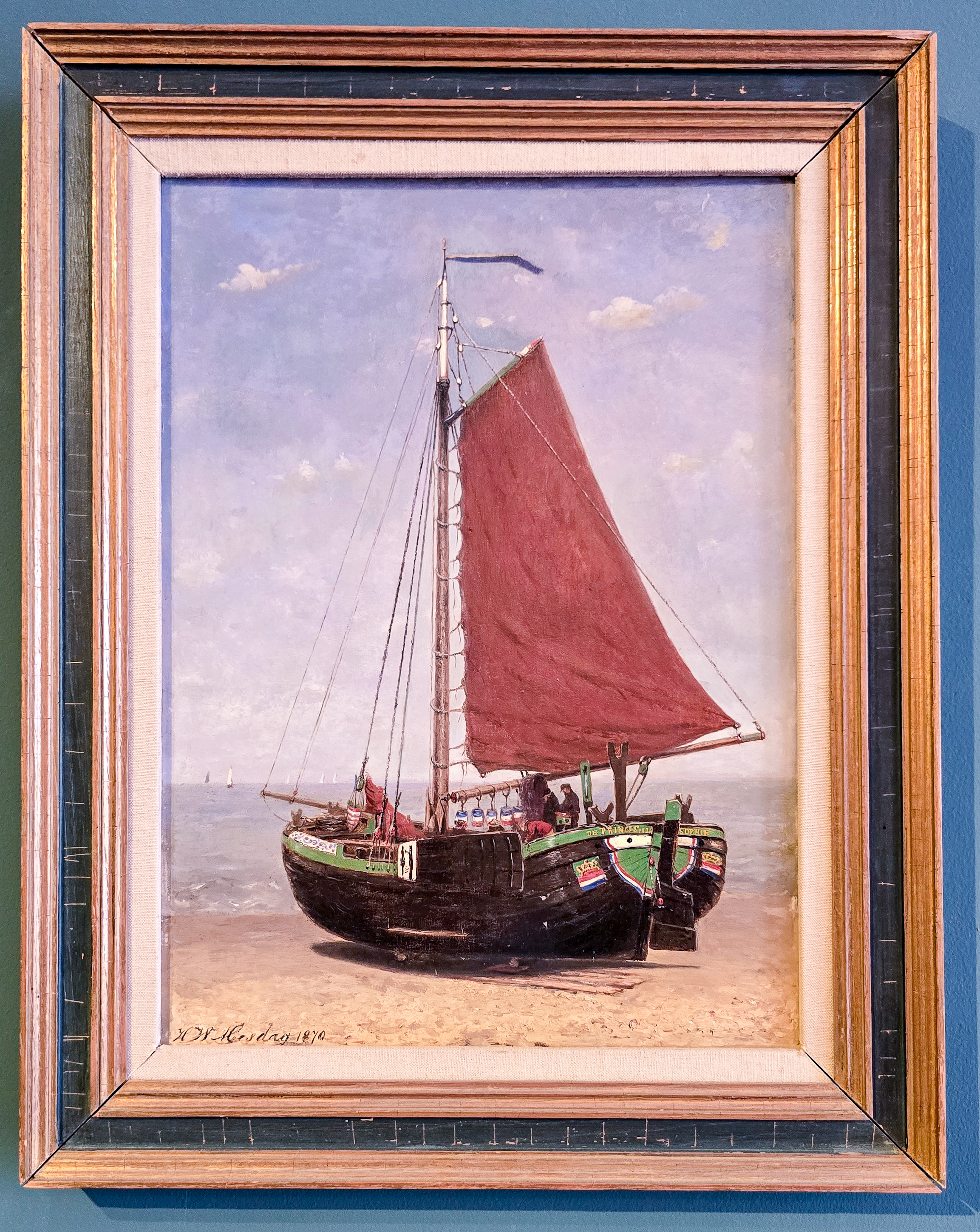
Bomschuit Mesdag festményén

## Fordítás
Ez a szócikk részben vagy egészben  a   Muzee Scheveningen című holland Wikipédia-szócikk ezen változatának fordításán alapul.  Az eredeti cikk szerkesztőit annak laptörténete sorolja fel. Ez a jelzés csupán a megfogalmazás eredetét és a szerzői jogokat jelzi, nem szolgál a cikkben szereplő információk forrásmegjelöléseként.